# Sutra del Loto: II capitolo

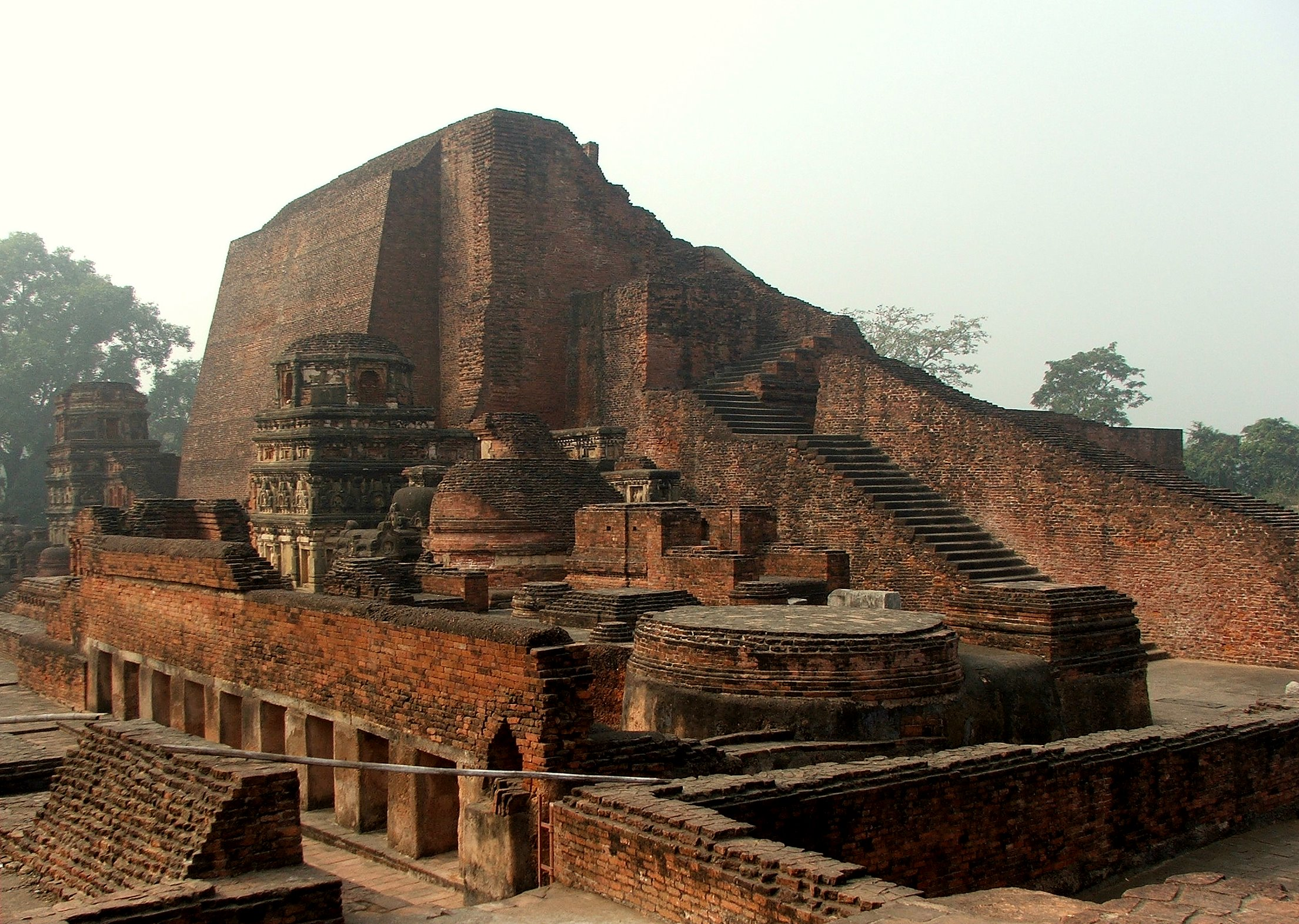
Lo stupa di Śāriputra, uno dei principali interlocutori del Buddha Śākyamuni nel Sutra del Loto, eretto a Nālandā.

Il secondo capitolo del Sutra del Loto, denominato Upāyakauśalya (da upāya, "Mezzi abili"   o "Espedienti", devanāgarī  उपाय, cinese 方便 pinyin fāngbiàn, giapponese hōben, tibetano thabs), è uno dei più importanti del Sutra del Loto. In questo capitolo, il Buddha Śākyamuni risorge dal profondo stato di samādhi e avvia un dialogo con Śāriputra.
Il discepolo gli chiede insistentemente di predicare la Dottrina profonda, ma il Buddha risponde che 
Questa realtà profonda (o assoluta) dei fenomeni si esprimerebbe comunque, secondo l'insegnamento del Buddha riportato nel Sutra del Loto, sulle dieci "talità" (tathātā): caratteristiche, natura, essenza, forza, azione, causa, condizione, retribuzione, frutto e uguaglianza di tutte queste talità tra loro. Solo i bodhisattva risoluti (adhimukti) nel raggiungere il "risveglio" possono penetrare questa profonda dottrina, inesprimibile con le parole.
Non solo, il Buddha avverte anche che qualora predicasse lo stesso questa dottrina inesprimibile gli esseri cadrebbero nel dubbio, mentre i monaci arroganti si ritroverebbero in un abisso profondo, rifiutando di accettarla. Śāriputra insiste e il Buddha si risolve a rispondergli.
A questo punto cinquemila tra monaci e monache "arroganti" si alzano, si inchinano davanti al Buddha e lasciano l'assemblea. Il Buddha non li trattiene, anzi si mostra felice che l'assemblea dei monaci sia ora composta solo da individui sinceri e risoluti.
Da questo momento il II capitolo si avvia a spiegare che il motivo dell'esistenza del Buddha risiede solamente nella sua volontà di condurre gli esseri senzienti verso la liberazione. Da notare che, di fatto, il Buddha continua a non rispondere alla domanda di Śāriputra sulla profonda dottrina. Egli, tuttavia, fa presente che la suddivisione nei vari veicoli (sanscrito:yāna, così denominati perché "conducono" gli esseri verso la "liberazione"), ovvero lo śrāvaka-yāna, il pratyekabuddha-yāna e il bodhisattva-yāna (i primi due sarebbero, secondo la tradizione Mahāyāna, appartenenti allo Hīnayāna, mentre solo l'ultimo sarebbe, per questa tradizione, Mahāyāna) non sarebbero che espedienti (upāya) di insegnamento ma che in realtà vi è solo un veicolo, il buddhaekayāna, il veicolo dei Buddha.
Quindi il Buddha insegna per espedienti adattandoli, in modo diversificato, alla mente dei discepoli per liberarli dalla sofferenza, dalle impurità, dalla confusione. Così nel passato, nel presente e nel futuro appaiono Buddha con vari insegnamenti (upāya) ma tutti appartengono all'"unico veicolo" di salvezza. Così tutti coloro che seguono questi diversi insegnamenti e mettono in atto le relative diverse pratiche raggiungeranno, prima o poi, la "buddhità". Ma il Buddha spiega anche che appare di rado nel mondo, per questa ragione egli quando appare spiega il buddhaekayāna solo ai bodhisattva.